# Чајдстер (Арканзас)
Чајдстер (енгл. Chidester) град је у америчкој савезној држави Арканзас.

## Демографија
По попису из 2010. године број становника је 287, што је 48 (-14,3%) становника мање него 2000. године.
| Група             | 2000.       | 2010.       |
| Белци             | 124 (37,0%) | 120 (41,8%) |
| Афроамериканци    | 209 (62,4%) | 165 (57,5%) |
| Азијати           | 0 (0,0%)    | 0 (0,0%)    |
| Хиспаноамериканци | 0 (0,0%)    | 0 (0,0%)    |
| Укупно            | 335         | 287         |